# AGM-48 Skybolt
Il GAM-87/AGM-48 Skybolt era un missile balistico aviolanciato ALBM (Air-Launched Ballistic Missile) nucleare prodotto dalla Douglas.

## Storia
In conseguenza di studi effettuati nel 1958 che affermavano la fattibilità del lancio di missili balistici nucleari da bordo di aerei in alta quota, venne commissionata nel 1959 una fornitura alla Douglas di missili da utilizzare sui B-52H Statofortress americani.   In piena guerra fredda, nell'ambito degli accordi di collaborazione sulle tecnologie strategiche, si unì al programma la RAF programmando l'utilizzo di questi sistemi d'arma sugli Avro Vulcan. 

Nel gennaio 1961 iniziarono i test, ma dopo i primi cinque lanci falliti il programma venne cancellato nel dicembre 1962, proprio in concomitanza con il primo lancio riuscito, lasciando senza un programma di grande interesse sia l'USAF che la RAF, che per esso aveva rinunciato allo sviluppo autonomo del Blue Streak.
Il presidente John Kennedy cancellò il programma seguendo le raccomandazioni del segretario alla difesa Robert McNamara, creando una crisi dei rapporti USA-Regno Unito, non ottemperando agli accordi presi in precedenza dal presidente Eisenhower e relativi allo fornitura di tecnologie nucleari ai britannici.

La tensione fu tuttavia sanata grazie all'accordo di Nassau stipulato con Harold Macmillan, che prevedeva la fornitura da parte degli Stati Uniti al Regno Unito di missili a testata nucleare del tipo UGM-27 Polaris per compensare della fine del precedente programma congiunto.

## Tecnica
Il missile era stato realizzato in una configurazione a due stadi a propellente solido. Il primo stadio aveva il controllo di traiettoria basato sull'utilizzo degli stabilizzatori, il secondo stadio aveva la guida basata sulla orientazione dell'ugello del motore a razzo.
Il B-52H poteva imbarcare quattro Skybolt montati sotto i piloni alari. Al missile, in previsione dell'aggancio all'ala del bombardiere, veniva montato un cono aerodinamico a copertura dei suoi stabilizzatori, che serviva a ridurre l'effetto di freno aerodinamico sull'aereo vettore. Al momento del lancio, il missile veniva sganciato dall'ala del aereo, perdeva il cono aerodinamico e accendeva il primo stadio. Al termine dell'accensione del secondo stadio, l'arma assumeva una traiettoria balistica che la portava ad avere una portata dichiarata di 1850 km. Il progetto prevedeva l'utilizzo di un modulo di rientro Mk.7 con a bordo una testata nucleare W59 da 1,2 megatoni.

Alcuni test continuarono anche dopo la cancellazione del programma e il missile venne designato XAGM-48A.

Ne vennero costruiti meno di 100 esemplari.